# Grattarolaite
La grattarolaite è un minerale.

## Etimologia
Prende il nome dal docente di mineralogia italiano Giuseppe Grattarola (1844-1907); insegnò all'Università di Firenze e si occupò prevalentemente dei minerali dell'isola d'Elba